# Анабат перуанський
Анаба́т перуанський (Syndactyla ucayalae) — вид горобцеподібних птахів родини горнерових (Furnariidae). Мешкає в Амазонії. Раніше цей вид відносили до роду Анабат (Simoxenops), однак за результатами низки молекулярно-генетичних досліджень він був переведений до роду Чагарниковий філідор (Syndactyla).

## Опис
Довжина птаха становить 19 см. Верхня частина тіла рудувато-коричнева, тім'я і крила дещо темніші, надхвістя і хвіст рудувато-каштанові. Над очима охристі "брови". Нижня частина тіла руда. Дзьоб великий, міцний, сизуватий, нижня частина вигнута догори.

## Поширення і екологія
Перуанські анабати мешкають переважно на південному сході Перу (південь Укаялі і Мадре-де-Дьйос) і на крайньому північному сході Болівії , ізьоловані популяції мешкають також в бразильській Амазонії. Вони живуть в підліску вологих рівнинних тропічних лісів, поблизу річок. Віддають перевагу заростям бамбука Guadua. Зустрічаються на висоті до 1300 м над рівнем моря.

## Збереження
МСОП класифікує стан збереження цього виду як близький до загрозливого. Перуанським анабатам загрожує знищення природного середовища.